# Stigmaphyllon sundaicum
Stigmaphyllon sundaicum är en tvåhjärtbladig växtart som beskrevs av C.E.Anderson. Stigmaphyllon sundaicum ingår i släktet Stigmaphyllon och familjen Malpighiaceae. Inga underarter finns listade i Catalogue of Life.